# Megaphragma longiciliatum
Megaphragma longiciliatum är en stekelart som beskrevs av Subba Rao 1969. Megaphragma longiciliatum ingår i släktet Megaphragma och familjen hårstrimsteklar. Inga underarter finns listade i Catalogue of Life.